# Vuit minuts i 46 segons

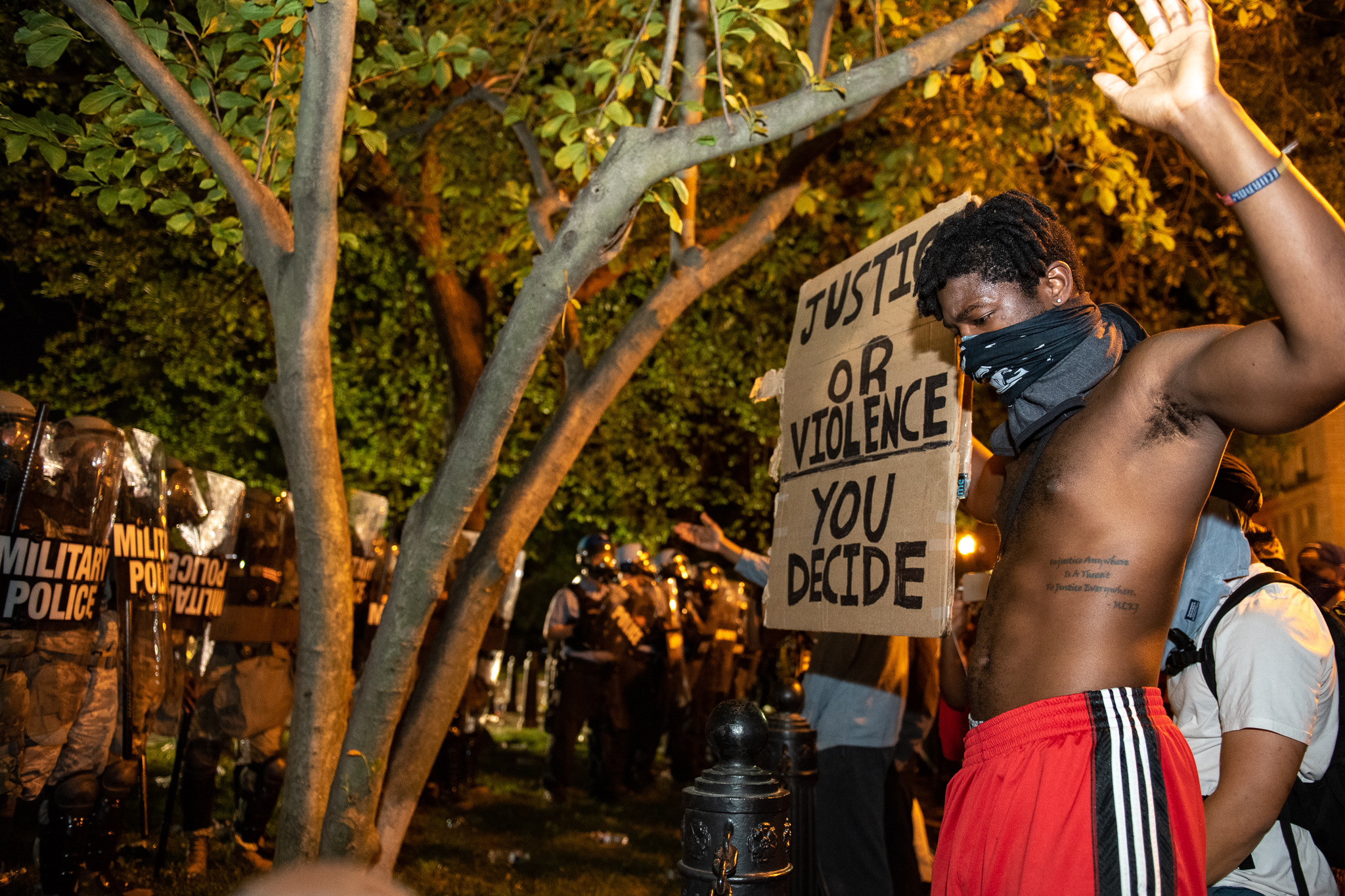
30 de maig de 2020. Protesta per l'assassinat de George Floyd en Lafayette Square, Washington D. C. els Estats Units.

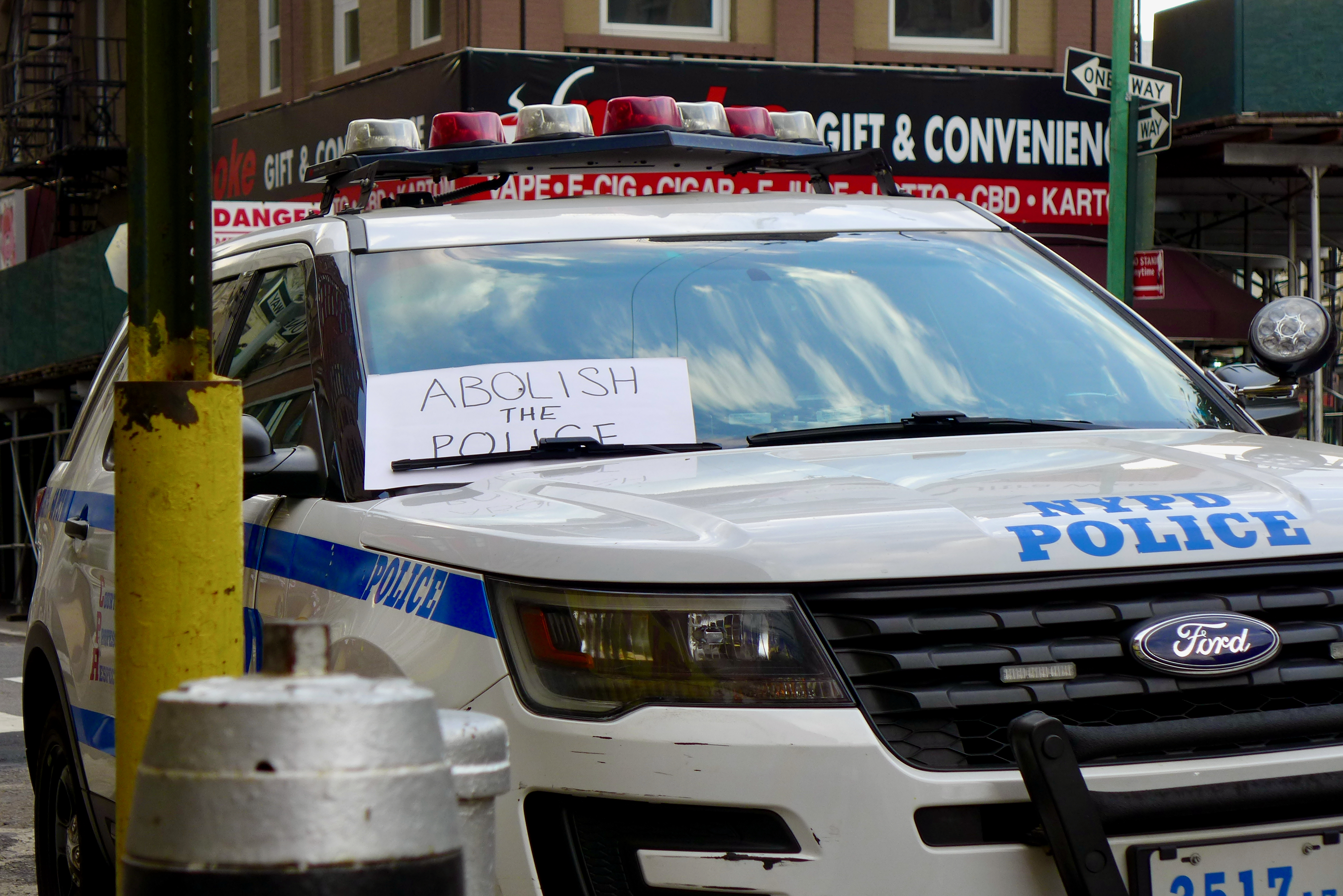
Un cartell amb el frase «Abolish the police» col·locat en un vehicle del NYPD durant les protestes per la mort de George Floyd.

Vuit minuts i 46 segons (8:46) és un símbol de brutalitat policial associada amb l'assassinat de George Floyd. George Floyd, un ciutadà afroamericà estatunidenc va ser assassinat després de ser arrestat per la policia de Minneapolis per, presumptament utilitzar un bitllet de 20 dòlars fals en una botiga de comestibles. George va ser immobilitzat a terra sent aixafat pel coll i pressionat per un total de 3 policies. Durant 8 minuts amb 46 segons, George va implorar per la seva vida, arribant a dir 11 vegades "I can't breathe!" (no puc respirar) pregant-li al policia per la seva vida. La gent del voltant, els qui estaven gravant la situació, també van llançar crits dirigits al policia perquè s'aixequés de damunt del retingut. Al cap d'uns minuts, es veia a George en el sòl sense mostrar signes de vida, sent declarat mort en arribar a l'hospital. Morint sota custòdia policial després que l'oficial Derek Chauvin es va agenollar sobre el seu coll durant uns vuit minuts.
Es va informar durant setmanes que la durada fou de 8:46 fins que els fiscals van reconèixer un error i ho van corregir-la a 7:46. En els dies posteriors a la seva mort, i les protestes que van seguir, aquest període específic s'ha convertit en un focus de commemoracions i debats, especialment entorn del Blackout Tuesday. El temps s'ha esmentat específicament en les protestes de "mort" a Minneapolis, Nova York, Boston, Detroit, Filadèlfia, Portland, Chicago, Denver i altres ciutats, on els manifestants es van tombar-se durant vuit minuts i 46 segons per protestar contra la brutalitat policial i els racialitzats assassinats comesos per agents de la llei als Estats Units. L'interval de temps també s'ha utilitzat en nombroses commemoracions, vigílies i reunions per recordar a Floyd i protestar pel seu assassinat, fins i tot en el seu memorial el 4 de juny de 2020.